# Issoria
Issoria är ett släkte pärlemorfjärilar i familjen praktfjärilar vars arter återfinns i Europa, Asien och Afrika. Dessa medelstora fjärilar känns igen på den kantiga formen på främre delen av yttervingen. Larverna hos Issoria, liksom hos de närbesläktade arterna i släktet  Argynnis föredrar olika typer av violväxter. Det finns 7 arter i släktet, varav en förekommer i Norden - den storfläckiga pärlemorfjärilen.